# Lythrypnus alphigena
Lythrypnus alphigena es una especie de peces de la familia de los Gobiidae en el orden de los Perciformes.

## Distribución geográfica
Se encuentra en el Pacífico oriental central: Isla Cocos Costa Rica.

## Observaciones
Es inofensivo para los humanos.